# Новиков, Сергей Петрович (математик)
Серге́й Петро́вич Но́виков (20 марта 1938, Горький — 6 июня 2024, Москва) — советский, российский и американский математик, специалист в области дифференциальной топологии. Академик РАН (с 1981 по 1991 — академик АН СССР), доктор физико-математических наук. Лауреат Филдсовской премии.

## Биография
Родился 20 марта 1938 года в Горьком, в семье известных математиков: Петра Сергеевича Новикова (1901—1975), академика АН СССР с 1960 года, крупнейшего специалиста по математической логике, алгебре, теории множеств, теории групп и теории функций, и Людмилы Всеволодовны Келдыш (1904—1976), специалиста по геометрической топологии и теории множеств, сестры президента АН СССР Мстислава Келдыша. В 1939 году семья поселилась в Москве, в 1941—1944 годах находилась в эвакуации в Казани.
В 1955 году окончил среднюю школу № 330 и поступил на механико-математический факультет МГУ. После окончания первого курса он решил специализироваться в области алгебраической топологии; его научным руководителем стал профессор Постников. В 1960 году окончил мехмат МГУ, с того же года — аспирант Математического института имени Стеклова (МИАН), с 1963 года — сотрудник этого института. В 1964 году защитил кандидатскую диссертацию (тема — «Дифференцируемые пучки сфер»), в 1965 году — докторскую диссертацию (тема — «Гладкие односвязные многообразия»).
С 1964 года по совместительству работал также на кафедре дифференциальной геометрии мехмата МГУ. В 1967 году стал профессором МГУ.
1 июля 1966 года избран член-корреспондентом, а 29 декабря 1981 года — действительным членом АН СССР (с 1991 года — РАН).
С 1971 года заведовал отделом математики в Институте теоретической физики имени Ландау (в 1975 году переходит туда на основную работу, оставаясь внештатным сотрудником МИАН и продолжая по совместительству преподавать в МГУ). С 1982 года, после смерти Павла Сергеевича Александрова, являлся заведующим кафедрой высшей геометрии и топологии механико-математического факультета МГУ. Читал на мехмате МГУ курсы «Дифференциальная геометрия и топология», «Линейная алгебра и геометрия», «Геометрия, топология и математическая физика». С 1984 года заведовал отделом геометрии и топологии МИАН СССР.
В 1991 году — профессор в лаборатории теоретической физики Высшей нормальной школы в Париже. В 1992—1996 годах — сначала приглашённый, a с 1996 года постоянный профессор, с 1997 года — заслуженный университетский профессор (Distinguished University Professor) Мэрилендского университета в Колледж-Парке (США) (после выхода на пенсию в 2017 году — заслуженный профессор-эмеритус). В 2009—2010 годах был членом комитета по присуждению Абелевской премии.
Умер 6 июня 2024 года в Москве. Похоронен 14 июня 2024 года на Хованском кладбище (Центральная территория, участок 167).

## Научная деятельность
Основные направления научной деятельности — топология, симплектическая геометрия и аналитическая механика, общая теория относительности, квантовая теория поля, физика твёрдого тела, а также теория интегрируемых систем и другие разделы математической физики.
В области алгебраической и дифференциальной топологии существенно продвинул вперёд вычисление гомологий и когомологий алгебр Стинрода и развил теорию гомотопий сфер. Уже первая студенческая работа Новикова «Когомологии алгебры Стинрода» содержала принципиально новые результаты и привлекла внимание специалистов. Затем он стал заниматься теорией кобордизмов, которой была посвящена дипломная работа «Гомотопические свойства комплексов Тома». Осенью 1961 года, уже будучи аспирантом, дал (с точностью до диффеоморфизма) классификацию односвязных многообразий размерности большей или равной 5.
В 1965 году получил важные результаты о свойствах общих слоений коразмерности 1. Построил общую теорию отображений односвязных многообразий на гладкие многообразия. Доказал топологическую инвариантность характеристических классов Понтрягина. С учётом более ранних работ Дж. Милнора данный результат означает, что существуют гомотопически эквивалентные, но не гомеоморфные многообразия в высоких размерностях. Позднее интересы С. П. Новикова привлекла математическая физика (в частности, теория солитонов).
В области математической физики открыл конечнозонные (алгебро-геометрические) решения периодической задачи для уравнения Кортевега — де Фриза («солитонные решётки»), создал теорию одномерных конечнозонных операторов Шрёдингера и теорию двумерного оператора Шрёдингера в магнитном поле, построил аналоги рядов Лорана — Фурье на римановых поверхностях, операторное квантование бозонной струны, создал алгебро-геометрическую гамильтонову теорию переменных действие — угол в случае конечномерных систем.
С именем Новикова связан целый ряд прочно вошедших в современную математику понятий: теория Браудера — Новикова, теорема Милнора — Новикова о классах Понтрягина, спектральная последовательность Адамса — Новикова (предложенное в 1967 году С. П. Новиковым обобщение спектральной последовательности Адамса на случай, когда обычные когомологии заменены обобщёнными), теорема Новикова о компактном слое, теорема Новикова о неразрешимости проблемы распознавания сферы размерности больше 4, алгебра Ландвебера — Новикова и новиковские операторные дубли, гипотеза Новикова в алгебраической топологии о высших сигнатурах, гипотеза Новикова (которая уже привела к решению проблемы Римана — Шоттки), теория Морса — Новикова (обобщение теории Морса на случай многозначной функции Морса), кольца Новикова и неравенства Новикова для числа критических точек, модель Весса — Зумино — Новикова — Виттена в квантовой теории поля, инварианты Новикова — Шубина, скобки Дубровина — Новикова в теории гидродинамических систем, иерархия и уравнение Новикова — Веселова, алгебры и базисы Кричевера — Новикова.
Автор более 160 научных и научно-популярных статей и монографий по математике и математической физике. С 1978 года выступал с многочисленными докладами в ведущих мировых научных центрах.

## Ученики
Среди учеников С. П. Новикова доктора наук В. Л. Голо, В. М. Бухштабер, А. С. Мищенко, И. А. Володин, Г. Г. Каспаров, О. И. Богоявленский, Ф. А. Богомолов, С. М. Гусейн-Заде, И. М. Кричевер, Б. А. Дубровин, А. П. Веселов, И. К. Бабенко, Р. Г. Надирадзе, В. В. Веденяпин, М. А. Бродский, С. П. Царёв, О. И. Мохов, Р. Г. Новиков, И. А. Тайманов, П. Г. Гриневич, Д. В. Миллионщиков, А. А. Пересецкий. Кроме названных выше, учениками С. П. Новикова являются также Н. В. Панов, А. Л. Брахман, С. Д. Григорян, А. В. Зорич (сын В. А. Зорича), Ф. Ф. Воронов, А. С. Лыскова, М. В. Павлов, Ле Ты Куок Тханг, О. Р. Мусин, Л. А. Алания, С. А. Пиунихин, В. А. Садов, И. А. Дынников, А. Я. Мальцев, А. Ю. Лазарев, Р. Делео, А. Джакоббе и другие.

## Организаторская и общественная деятельность
С 1983 года С. П. Новиков занимал важные должности в российских и международных научных организациях. На конгрессах математиков в Беркли (1983—1986) и Пекине (2000—2002) входил в число членов комитетов по присуждению Филдсовских премий Международного математического союза. В 1985—1996 годах был президентом Московского математического общества, в 1984—1991 годах — руководителем комиссии «Геометрия и топология» при Отделении математики АН СССР, в 1986—1990 годах — вице-президентом Международной ассоциации математической физики, в 1993—1998 годах — председателем Экспертного совета по математике, механике и информатике Российского фонда фундаментальных исследований (РФФИ).
Почётный член многих научных обществ и академий, в том числе Лондонского математического общества (1987), Сербской академии наук и искусств (1988), Черногорской академии наук и искусств (2011), Европейской академии «Academia Europaea» (1990), Итальянской национальной академии деи Линчеи (1991), Национальной академии наук США (1994), Папской академии наук Ватикана (1996), почётный доктор (Doctor Honoris Causa) Афинского и Тель-Авивского университетов.
Являлся главным редактором журнала «Успехи математических наук» (с 1986 года), заместителем главного редактора журнала «Функциональный анализ и его приложения». Член редакционной коллегии библиотечки «Квант» (издательство «Наука»).

## Семья
Жена (с 1962 года) — Элеонора Викентьевна Новикова (урождённая Цой); сын и две дочери — Пётр, Ирина и Мария.

## Награды и премии
- Премия Московского математического общества для молодых математиков (1964)[2]
- Ленинская премия (1967) — за цикл работ по дифференцируемым многообразиям[10][20]
- Филдсовская премия (1970) — за работы по топологии[10][20] (на церемонии вручения, приуроченной к XVI Международному конгрессу математиков, проходившему в Ницце, не присутствовал, поскольку ему было отказано в выездной визе[6])
- Премия имени Н. И. Лобачевского АН СССР (1980) — за цикл работ по теории слоений[9]
- Премия Вольфа (2005, Израиль) — за фундаментальный и новаторский вклад в алгебраическую и дифференциальную топологию и в математическую физику (в частности, за введение алгебро-геометрических методов[9][32]
- Премия имени А. В. Погорелова[укр.] НАН Украины (2008) — за цикл работ «Современные методы геометрии и топологии и их применение»[32]
- Золотая медаль имени Н. Н. Боголюбова РАН (2009) — за выдающиеся результаты в области математики, теоретической физики и механики[33]
- Золотая медаль имени Леонарда Эйлера РАН (2012) — за глубокий вклад в применение топологических методов в квантовой физике[33]
- Большая золотая медаль имени М. В. Ломоносова (2020) — за ведущую роль в возрождении современной топологии в нашей стране, решение фундаментальных проблем топологии, теории нелинейных волн, квантовой механики и теории поля[34].

## Публикации

### Отдельные издания
- Дубровин Б. А., Новиков С. П., Фоменко А. Т. Современная геометрия. Методы и приложения. — М.: Наука, 1979. — 759 с. (2-е изд. 1986)
- Захаров В. Е., Манаков С. В., Новиков С. П., Питаевский Л. П. Теория солитонов. Метод обратной задачи. — М.: Наука, 1980. — 320 с.
- Дубровин Б. А., Новиков С. П., Фоменко А. Т. Современная геометрия. Методы теории гомологий. — М.: Наука, 1984. — 343 с.
- Новиков С. П., Фоменко А. Т. Элементы дифференциальной геометрии и топологии. — М.: Наука, 1987. — 430 с.
- Новиков С. П. Топология. 2-е изд. — Ижевск: Ин-т компьютерных исследований, 2002. — 336 с. — (Современная математика). — ISBN 5-93972-212-1.
- Новиков С. П., Тайманов И. А. Современные геометрические структуры и поля. — М.: МЦНМО, 2005. — 584 с. — ISBN 5-94057-102-6.

### Некоторые статьи
- Новиков С. П. О когомологиях алгебры Стинрода // ДАН СССР. — 1959. — Т. 128, вып. 5. — С. 893—895.
- Новиков С. П. О некоторых задачах топологии многообразий, связанных с теорией пространств Тома // ДАН СССР. — 1960. — Т. 132, вып. 5. — С. 1031—1034.
- Новиков С. П. Гомотопические свойства комплексов Тома // Матем. сб. — 1962. — Т. 57, № 4. — С. 406—442.
- Новиков С. П. Гомотопически эквивалентные гладкие многообразия. I // Известия АН СССР. Сер. матем. — 1964. — Т. 28, вып. 2. — С. 265—474.
- Новиков С. П. О многообразиях со свободной абелевой фундаментальной группой и их применениях (классы Понтрягина, гладкости, многомерные узлы) // Известия АН СССР. Сер. матем. — 1966. — Т. 30, вып. 1. — С. 207—246.
- Новиков С. П. Методы алгебраической топологии с точки зрения теории кобордизмов // Известия АН СССР. Сер. матем. — 1967. — Т. 31, вып. 4. — С. 885—951.
- Новиков С. П. Периодическая задача для уравнения Кортевега — де Фриза. I // Функциональный анализ и его приложения. — 1974. — Т. 8, вып. 3. — С. 54—66.
- Дубровин Б. А., Новиков С. П., Матвеев В. Б. Нелинейные уравнения типа Кортевега — де Фриза, конечнозонные линейные операторы и абелевы многообразия // Успехи математических наук. — 1976. — Т. 31, вып. 1 (187). — С. 55—136.
- Кричевер И. М., Новиков С. П. Голоморфные расслоения над алгебраическими кривыми и нелинейные уравнения // Успехи математических наук. — 1980. — Т. 35, вып. 6 (216). — С. 47—68.
- Новиков С. П. Гамильтонов формализм и многозначный аналог теории Морса // Успехи математических наук. — 1982. — Т. 37, вып. 5 (227). — С. 3—49.
- Дубровин Б. А., Новиков С. П. Гидродинамика слабо деформированных солитонных решёток. Дифференциальная геометрия и гамильтонова теория // Успехи математических наук. — 1989. — Т. 44, вып. 6 (270). — С. 29—98.
- Новиков С. П. Квантование конечнозонных потенциалов и нелинейная квазиклассика, возникающие в непертурбативной теории струн // Функциональный анализ и его приложения. — 1990. — Т. 24, вып. 4. — С. 43—53.
- Новиков С. П. Топология в XX веке: взгляд изнутри // Успехи математических наук. — 2004. — Т. 59, вып. 5 (359). — С. 3—28.